# Seseli transsilvanicum
Seseli transsilvanicum är en flockblommig växtart som beskrevs av Philipp Johann Ferdinand Schur. Seseli transsilvanicum ingår i släktet säfferötter, och familjen flockblommiga växter. Inga underarter finns listade i Catalogue of Life.